# Llista de països representats a les Brigades Internacionals
Segons diverses estimacions, el nombre de voluntaris de les Brigades Internacionals en la Guerra Civil espanyola fou d'uns 35.000. S'han reportat un total de 54 nacionalitats diferents a l'hora d'estudiar les seves procedències.
La relació següent fa referència a la distribució per nacionalitats que es feu per part de l'administració de les Brigades a la seva base d'Albacete. Hom hi observa un total de 17 procedències (cal considerar algunes agrupacions de diferents països) i un grup que acumula els països amb contingents menors.
| País               | Nombre |
| ------------------ | ------ |
| França             | 8.962  |
| Polònia            | 3.113  |
| Itàlia             | 3.002  |
| Nord-amèrica       | 2.341  |
| Alemanya           | 2.217  |
| Balcans            | 2.095  |
| Gran Bretanya      | 1.843  |
| Bèlgica            | 1.722  |
| Txecoslovàquia     | 1.066  |
| Països bàltics     | 892    |
| Àustria            | 872    |
| Països escandinaus | 799    |
| Països Baixos      | 628    |
| Hongria            | 528    |
| Canadà             | 512    |
| Suïssa             | 408    |
| Portugal           | 134    |
| Luxemburg          | 103    |
| Diversos menors    | 1.122  |